# Слободан
Слободан је српско мушко име, такође присутно код осталих народа бивше Југославије (Црногораца, Хрвата и Македонаца). Женски облик имена је Слободанка. Чести надимци, изведени из имена Слободан су Слобо/Слоба, Бобо/Боба, Бобан, Бода, Цоби/Цобе итд.
Први пут се појавило 1869. године, када га је српски политичар и економиста Владимир Јовановић, дао свом сину. Инспирисао га је Џон Стјуарт Мил, односно његово дјело О слободи. Слободан Јовановић је постао прва особа са тим именом. Име је нарочито било популарно у Југославији током Другог свјетског рата и непосредно након рата. У свијету је постало познато захваљујући Слободану Милошевићу. Током првих година његове владавине, било је популарно међу Србима, док су Хрвати, од тада, веома ријетко давали дјеци име Слободан. Након завршетка периода владавине Слободана Милошевића, и међу Србима је ово име постало ријетко.

## Познате личности

### Политичари
- Слободан Јовановић
- Слободан Милошевић
- Слободан Пенезић Крцун
- Слободан Узелац
- Слободан Самарџић

### Глумци и редитељи
- Слободан Нинковић
- Слободан Шијан
- Слободан Алигрудић
- Слободан Ћустић
- Слободан Перовић
- Слободан Бићанин
- Слободан Ђурић
- Слободан Стефановић
- Слободан Бештић
- Слободан Ж. Јовановић

### Књижевници
- Слободан Селенић
- Слободан Тишма

### Музичари
- Слободан Тркуља
- Слободан Стојановић Кепа

### Спортисти
- Слободан Живојиновић
- Слободан Сантрач
- Слободан Маровић
- Слободан Качар
- Слободан Комљеновић
- Слободан Ковач
- Слободан Бошкан
- Слободан Рајковић

### Остали
- Слободан Принцип Сељо, народни херој